# Műugrás a 2019-es úszó-világbajnokságon
2019. július 12. és július 20. között került megrendezésre a dél-koreai Kvangdzsu (Gwangju)ban  – az úszó-világbajnokság keretein belül – a műugró világbajnokság. A műugrás 13 versenyszámából Kína összességében tizenkettőt megnyert, emellett pedig 4 ezüst- és 1 bronzérmet gyűjtött be.

## A versenyszámok időrendje
A világbajnokság eseményei helyi idő szerint (UTC +09:00):
| július 12., péntek                | július 13., szombat                        | július 14., vasárnap                        | július 15., hétfő                             | július 16., kedd                         | július 17., szerda                | július 18., csütörtök           | július 19., péntek                   | július 20., szombat                     |
| --------------------------------- | ------------------------------------------ | ------------------------------------------- | --------------------------------------------- | ---------------------------------------- | --------------------------------- | ------------------------------- | ------------------------------------ | --------------------------------------- |
|                                   | 10:00-12:00 Férfi 3 m szinkron (selejtező) | 10:00-12:00 Női torony szinkron (selejtező) | 10:00-12:00 Női 3 m szinkron (selejtező)      | 10:00-12:30 Női torony (selejtező)       | 10:00-12:30 Férfi 3 m (selejtező) | 10:00-12:30 Női 3 m (selejtező) | 10:00-12:30 Férfi torony (selejtező) |                                         |
| 11:00-14:00 Férfi 1 m (selejtező) | 13:00-14:30 Vegyes torony szinkron (döntő) |                                             | 13:00-14:45 Férfi torony szinkron (selejtező) |                                          |                                   |                                 |                                      |                                         |
| 15:30-18:00 Női 1 m (selejtező)   | 15:30-16:45 Női 1 m (döntő)                | 15:30-17:00 Férfi 1 m (döntő)               | 15:30-16:45 Női 3 m szinkron (döntő)          | 15:30-16:30 Női torony (elődöntő)        | 15:30-17:00 Férfi 3 m (elődöntő)  | 15:30-17:00 Női 3 m (elődöntő)  | 15:30-17:00 Férfi torony (elődöntő)  | 15:30-17:00 Vegyes 3 m szinkron (döntő) |
|                                   | 20:45-22:15 Férfi 3 m szinkron (döntő)     | 20:45-22:15 Női torony szinkron (döntő)     | 20:45-22:15 Férfi torony szinkron (döntő)     | 20:45-22:15 Vegyes csapatverseny (döntő) | 20:45-22:15 Női torony (döntő)    | 20:45-22:15 Férfi 3 m (döntő)   | 20:45-22:15 Női 3 m (döntő)          | 20:45-22:15 Férfi torony (döntő)        |

## A versenyen részt vevő nemzetek
Az eseményen 47 nemzet 267 sportolója – 136 férfi és 131 nő – vett részt.
| Részt vevő nemzetek férfi / nő megbontásban | Részt vevő nemzetek férfi / nő megbontásban | Részt vevő nemzetek férfi / nő megbontásban | Részt vevő nemzetek férfi / nő megbontásban | Részt vevő nemzetek férfi / nő megbontásban | Részt vevő nemzetek férfi / nő megbontásban | Részt vevő nemzetek férfi / nő megbontásban | Részt vevő nemzetek férfi / nő megbontásban | Részt vevő nemzetek férfi / nő megbontásban | Részt vevő nemzetek férfi / nő megbontásban | Részt vevő nemzetek férfi / nő megbontásban | Részt vevő nemzetek férfi / nő megbontásban |
| ------------------------------------------- | ------------------------------------------- | ------------------------------------------- | ------------------------------------------- | ------------------------------------------- | ------------------------------------------- | ------------------------------------------- | ------------------------------------------- | ------------------------------------------- | ------------------------------------------- | ------------------------------------------- | ------------------------------------------- |
| nemzet                                      | F                                           | N                                           | nemzet                                      | F                                           | N                                           | nemzet                                      | F                                           | N                                           | nemzet                                      | F                                           | N                                           |
| Ausztrália                                  | 6                                           | 7                                           | Görögország                                 | 2                                           | 0                                           | Kuba                                        | 4                                           | 2                                           | Puerto Rico                                 | 1                                           | 0                                           |
| Brazília                                    | 3                                           | 6                                           | Grúzia                                      | 2                                           | 0                                           | Kuvait                                      | 4                                           | 0                                           | Románia                                     | 2                                           | 2                                           |
| Chile                                       | 2                                           | 1                                           | Hollandia                                   | 0                                           | 2                                           | Lengyelország                               | 2                                           | 1                                           | Spanyolország                               | 2                                           | 0                                           |
| Dél-afrikai Köztársaság                     | 0                                           | 2                                           | Hong Kong                                   | 0                                           | 1                                           | Litvánia                                    | 0                                           | 1                                           | Svájc                                       | 3                                           | 3                                           |
| Dél-Korea                                   | 4                                           | 4                                           | Horvátország                                | 1                                           | 1                                           | Makaó                                       | 0                                           | 4                                           | Svédország                                  | 1                                           | 3                                           |
| Dominikai Köztársaság                       | 2                                           | 0                                           | India                                       | 1                                           | 0                                           | Malajzia                                    | 5                                           | 4                                           | Szingapúr                                   | 3                                           | 4                                           |
| Egyesült Államok                            | 9                                           | 10                                          | Írország                                    | 1                                           | 2                                           | Mexikó                                      | 9                                           | 7                                           | Thaiföld                                    | 3                                           | 3                                           |
| Egyesült Királyság                          | 7                                           | 6                                           | Jamaica                                     | 1                                           | 0                                           | Németország                                 | 6                                           | 4                                           | Új-Zéland                                   | 3                                           | 3                                           |
| Egyiptom                                    | 3                                           | 2                                           | Japán                                       | 2                                           | 5                                           | Norvégia                                    | 0                                           | 2                                           | Ukrajna                                     | 5                                           | 4                                           |
| Fehéroroszország                            | 1                                           | 1                                           | Kanada                                      | 5                                           | 5                                           | Olaszország                                 | 4                                           | 3                                           | Üzbegisztán                                 | 3                                           | 0                                           |
| Finnország                                  | 0                                           | 3                                           | Kína                                        | 8                                           | 9                                           | Oroszország                                 | 6                                           | 7                                           | Venezuela                                   | 1                                           | 2                                           |
| Franciaország                               | 3                                           | 1                                           | Kolumbia                                    | 4                                           | 4                                           | Örményország                                | 2                                           | 0                                           |                                             |                                             |                                             |

F = férfi, N = nő

## Eredmények

### Éremtáblázat
| #        | nemzet                   | arany | ezüst | bronz | összesen |
| 1        | Kína (CHN)               | 12    | 4     | 1     | 17       |
| 2        | Ausztrália (AUS)         | 1     | 0     | 1     | 2        |
| 3        | Oroszország (RUS)        | 0     | 3     | 1     | 4        |
| 4        | Kanada (CAN)             | 0     | 2     | 0     | 2        |
| 5        | Egyesült Államok (USA)   | 0     | 1     | 3     | 4        |
| 5        | Mexikó (MEX)             | 0     | 1     | 3     | 4        |
| 7        | Egyesült Királyság (GBR) | 0     | 1     | 2     | 3        |
| 8        | Malajzia (MAS)           | 0     | 1     | 0     | 1        |
| 9        | Dél-Korea (KOR)          | 0     | 0     | 1     | 1        |
| 9        | Németország (GER)        | 0     | 0     | 1     | 1        |
| összesen | összesen                 | 13    | 13    | 13    | 39       |

### Éremszerzők
| versenyszám          | arany                                                 | ezüst                                     | bronz                               |
| férfiak              |                                                       |                                           |                                     |
| 1 m                  | Vang Cung-jüan (Wang Zongyuan)                        | Rommel Pacheco                            | Peng Csien-feng (Peng Jianfeng)     |
| 3 m                  | Hszie Sze-ji (Xie Siyi)                               | Cao Jüan (Cao Yuan)                       | Jack Laugher                        |
| 3 m szinkron         | Cao Jüan (Cao Yuan) / Hszie Sze-ji (Xie Siyi)         | Daniel Goodfellow / Jack Laugher          | Yahel Castillo / Juan Celaya        |
| 10 m                 | Jang Csien (Yang Jian)                                | Jang Hao (Yang Hao)                       | Alekszandr Bondar                   |
| 10 m szinkron        | Cao Jüan (Cao Yuan) / Csen Aj-szen (Chen Aisen)       | Alekszandr Bondar / Viktor Minyibajev     | Thomas Daley / Matthew Lee          |
| nők                  |                                                       |                                           |                                     |
| 1 m                  | Csen Ji-ven (Chen Yiwen)                              | Sarah Bacon                               | Kim Szudzsi (Kim Su-ji)             |
| 3 m                  | Si Ting-mao (Shi Tingmao)                             | Vang Han (Wang Han)                       | Maddison Keeney                     |
| 3 m szinkron         | Si Ting-mao (Shi Tingmao) / Vang Han (Wang Han)       | Jennifer Abel / Mélissa Citrini-Beaulieu  | Paola Espinosa / Melany Hernández   |
| 10 m                 | Csen Jü-hszi (Chen Yuxi)                              | Lu Vej (Lu Wei)                           | Delaney Schnell                     |
| 10 m szinkron        | Lu Vej (Lu Wei) / Csang Csia-csi (Zhang Jiaqi)        | Leong Mun Yee / Pandelela Rinong          | Samantha Bromberg / Katrina Young   |
| vegyes csapatverseny |                                                       |                                           |                                     |
| 3 m szinkron         | Maddison Keeney / Matthew Carter                      | Jennifer Abel / François Imbeau-Dulac     | Tina Punzel / Lou Massenberg        |
| 10 m szinkron        | Lien Csün-csie (Lian Junjie) / Sze Ja-csie (Si Yajie) | Jekatyerina Beljajeva / Viktor Minyibajev | María Sánchez / José Balleza Isaias |
| csapat               | Lin San (Lin Shan) / Jang Csien (Yang Jian)           | Julija Tyimosinyina / Szergej Nazin       | Katrina Young / Andrew Capobianco   |

## Statisztika
| Nőknél                           | Nőknél                           | Nőknél                           | Férfiaknál                       | Férfiaknál                       | Férfiaknál                       |
| A viadal legfiatalabb sportolója | A viadal legfiatalabb sportolója | A viadal legfiatalabb sportolója | A viadal legfiatalabb sportolója | A viadal legfiatalabb sportolója | A viadal legfiatalabb sportolója |
| Sportoló neve                    | Kor (2019. július 12. szerint)   | Nemzet                           | Sportoló neve                    | Kor (2019. július 12. szerint)   | Nemzet                           |
| -------------------------------- | -------------------------------- | -------------------------------- | -------------------------------- | -------------------------------- | -------------------------------- |
| Lu Vej (Lu Wei)                  | 2005. december 10. (13 évesen)   | Kína                             | Olekszij Szereda                 | 2005. december 25. (13 évesen)   | Ukrajna                          |
| A viadal legidősebb sportolója   |                                  |                                  |                                  |                                  |                                  |
| Sportoló neve                    | Kor (2019. július 12. szerint)   | Nemzet                           | Sportoló neve                    | Kor (2019. július 12. szerint)   | Nemzet                           |
| Juliana Veloso                   | 1980. december 22. (38 évesen)   | Brazília                         | Teraucsi Ken                     | 1980. augusztus 7. (38 évesen)   | Japán                            |
| A legtöbb versenyszámban induló  |                                  |                                  |                                  |                                  |                                  |
| Sportoló neve                    | Versenyszám                      | Nemzet                           | Sportoló neve                    | Versenyszám                      | Nemzet                           |
| María Betancourt                 | 1M / 3M / 10M / 3MS / 10MS / TE  | Venezuela                        | U Haram (Woo Ha-ram)             | 1M / 3M / 10M / 3MS / 10MS       | Dél-Korea                        |
| María Betancourt                 | 1M / 3M / 10M / 3MS / 10MS / TE  | Venezuela                        | Kawan Figueredo                  | 1M / 3M / 10M / 3MS / 10MS       | Brazília                         |

___
10M = toronyugrás, 10MS = szinkron toronyugrás, 1M = 1 m-es műugrás, 3M = 3 m-es műugrás, 3MS = 3m-es szinkronugrás, TE = vegyes csapatverseny